# 神領駅

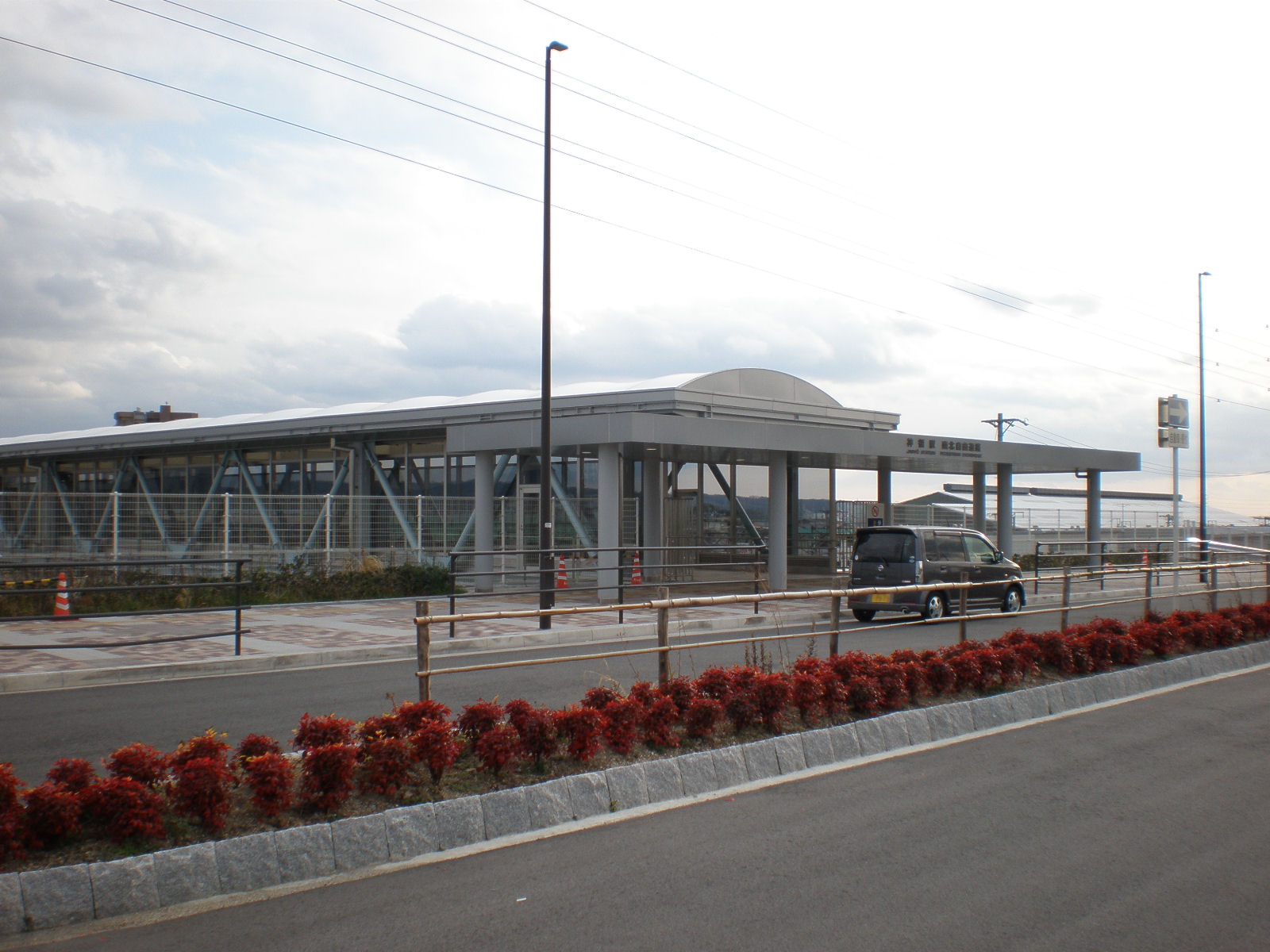
北口（2009年2月）

神領駅（じんりょうえき）は、愛知県春日井市神領町にある、東海旅客鉄道（JR東海）中央本線の駅である。駅番号はCF08。
運行形態の詳細は「中央線 (名古屋地区)」を参照。

## 歴史
- 1943年（昭和18年）10月1日：神領信号場として開設[3][4]。
- 1949年（昭和24年）7月11日：仮乗降場に格上げ、神領仮乗降場となる[3]。
- 1951年（昭和26年）12月15日：駅に格上げ、神領駅として開業[2][3]。旅客営業のみ[2]。請願駅として建設費用は地元が負担[5]。
- 1984年（昭和59年）2月1日：荷物扱い廃止[4]。
- 1987年（昭和62年）4月1日：国鉄分割民営化により、東海旅客鉄道（JR東海）の駅となる[4][6]。
- 1995年（平成7年）9月9日：自動改札機を設置し、供用開始[7]。
- 2006年（平成18年）11月25日：ICカード「TOICA」の利用が可能となる。
- 2008年（平成20年）3月20日：橋上駅舎の使用を開始[8]。南北自由通路が供用開始となる[8]。
- 2024年（令和6年）3月16日：新守山駅とともに昼間帯新たに設定された区間快速の停車駅となる。[9]

## 駅構造
単式ホーム1面1線と島式ホーム1面2線、計2面3線のホームを有する地上駅で橋上駅舎を有する。ホームの多治見方上方には東名高速道路が通っている。
橋上化される前までは旧駅舎のあった南側にしか出入口が無く、北側からは遠回りを強いられていた。2006年7月より、南北自由通路設置と駅舎橋上化工事が開始され、2008年3月20日より使用が開始された。旧駅舎側は南口となり、自由通路によって北口が新設され北側からの利便性が向上した。

### のりば
| 番線 | 路線        | 方向 | 行先               | 備考           |
| ---- | ----------- | ---- | ------------------ | -------------- |
| 1    | CF 中央本線 | 上り | 名古屋方面         |                |
| 2    | CF 中央本線 | 下り | 多治見・中津川方面 |                |
| 3    | CF 中央本線 | 下り | 多治見・中津川方面 | 待避・始発列車 |
| 3    | CF 中央本線 | 上り | 名古屋方面         | 始発列車のみ   |

（出典：JR東海:駅構内図）

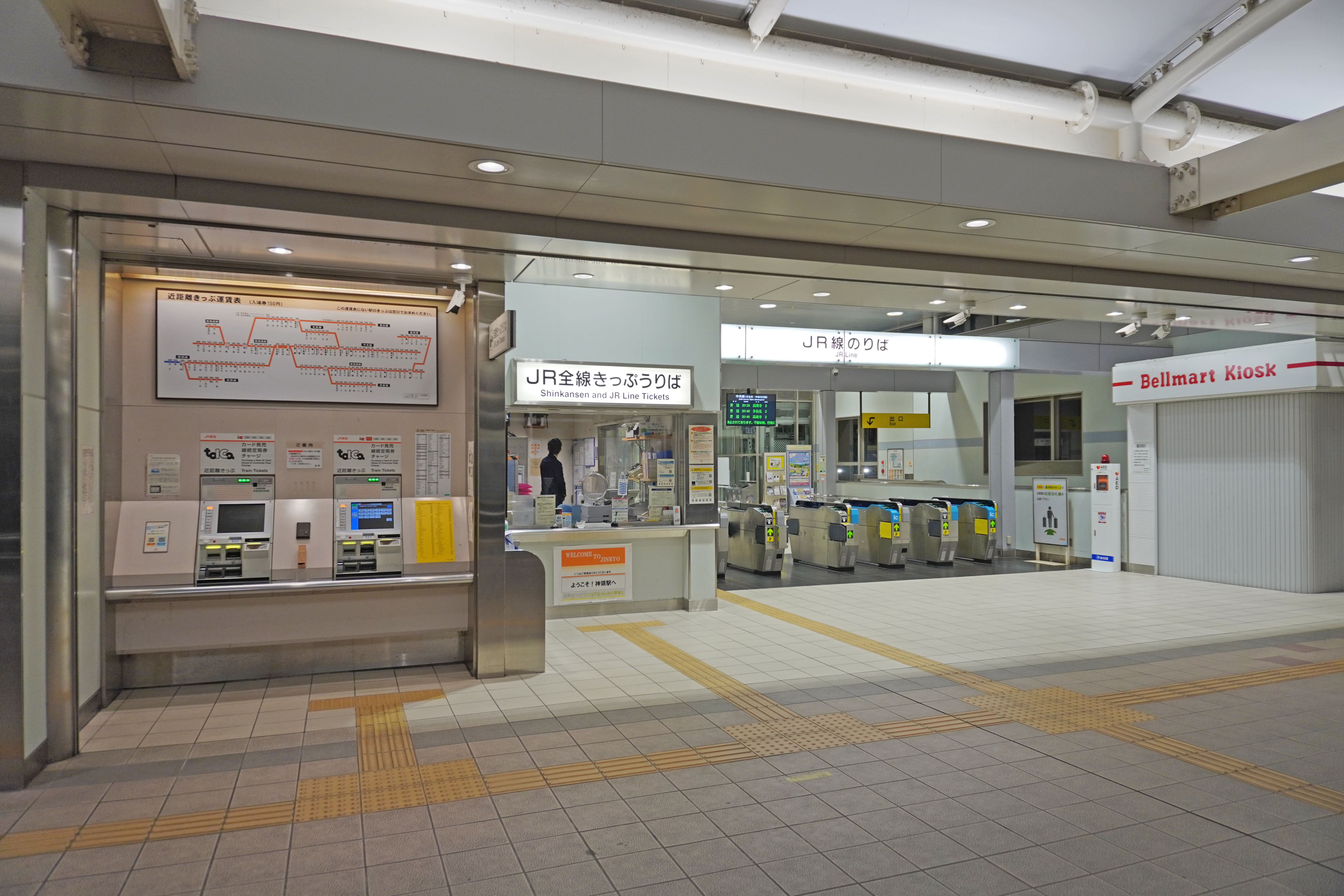
改札口と切符売り場（2023年1月）
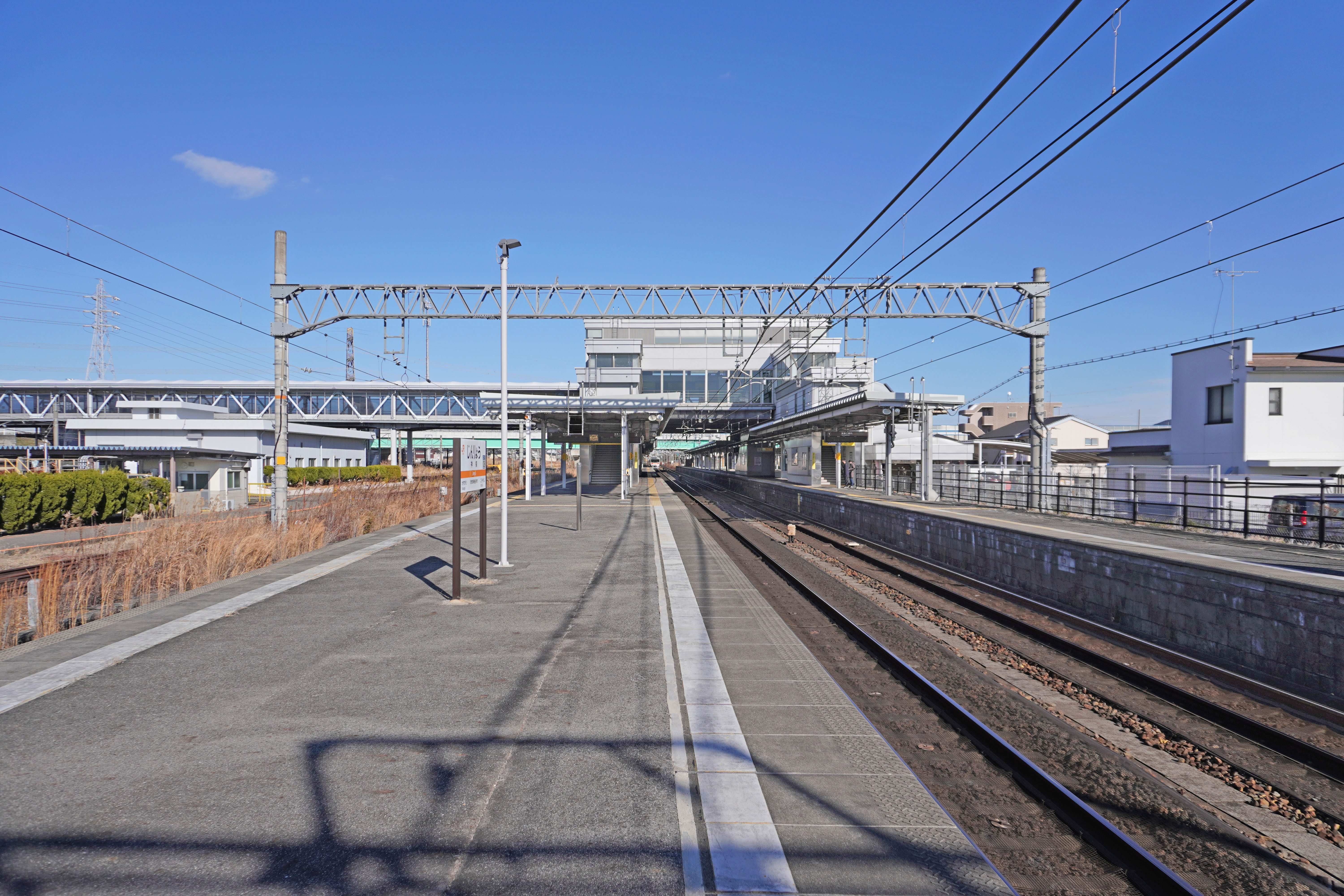
ホーム（2023年1月）
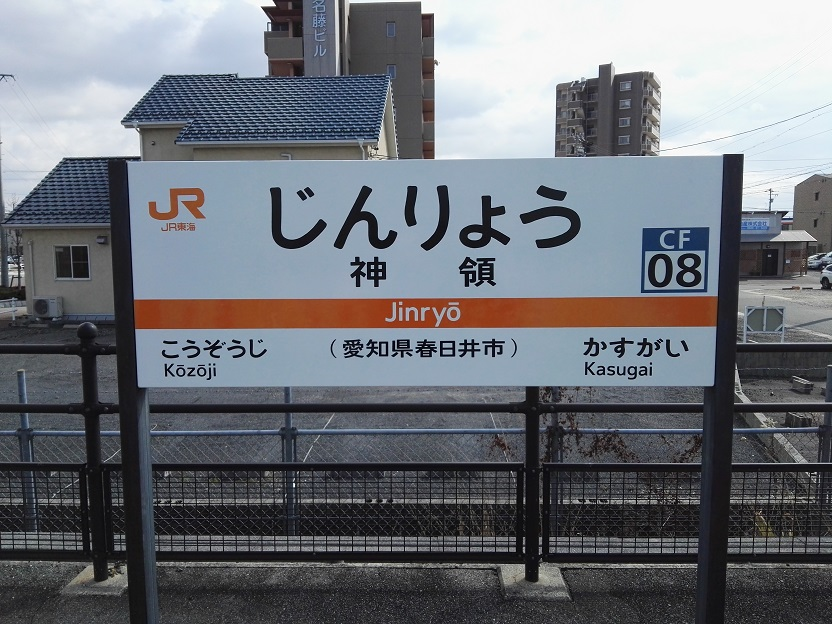
駅名標（2019年2月）

### 配線図
| ← 多治見・ 中津川方面 | JR東海 神領駅 (2009年) 構内配線略図（駅舎橋上化後） | → 名古屋方面 |
| 凡例 出典:            |                                                     |              |

### 複々線化時に予定されていた駅構造
かつて国鉄が中央本線の貨客分離および稲沢操車場への短絡のために瀬戸線（瀬戸市 - 稲沢）の建設を計画した際、重複区間となる高蔵寺 - 勝川間は中央本線・瀬戸線による方向別複々線化が予定されていた。既設線（中央本線上下線）を中央・瀬戸線下り線、新設線（既設線の北側に敷設）を中央・瀬戸上り線とし、同時期に計画されていた神領電車基地（現・神領車両区）の側線は既設・新設両線の間を通る構造とした。神領駅も車両基地の北側に新たに2面3線の中央本線・瀬戸線上り専用ホームを設け、既存の上下線ホームは待避線を追加して2面3線としたうえで下り方面専用ホームとすることが考えられていた。
| ← 塩尻・ 瀬戸市方面 | 日本国有鉄道 神領駅 構内配線略図（予定図） | → 名古屋・ 稲沢方面 |
| 凡例 出典:          |                                            |                     |

## 利用状況
「春日井市統計書」によると、当駅の一日平均乗車人員は以下の通り推移している。
| 年度   | 一日平均 乗車人員 |
| ------ | ----------------- |
| 2003年 | 6,789             |
| 2004年 | 7,185             |
| 2005年 | 7,673             |
| 2006年 | 8,216             |
| 2007年 | 8,571             |
| 2008年 | 9,113             |
| 2009年 | 9,889             |
| 2010年 | 10,519            |
| 2011年 | 11,053            |
| 2012年 | 11,428            |
| 2013年 | 12,131            |
| 2014年 | 12,372            |
| 2015年 | 12,920            |
| 2016年 | 13,313            |
| 2017年 | 13,443            |
| 2018年 | 13,634            |

## 駅周辺
- JR東海神領車両区・神領運輸区
- CKD春日井工場
- 愛知県立守山高等学校
- 愛知県立春日井商業高等学校
- 春日井神領郵便局
- 大留城址
- 吉根城跡
- 駐輪場 - 駅周辺無料駐輪場あり。
- 東名高速道路守山パーキングエリア・守山スマートインターチェンジ
- 名古屋ガイドウェイバス（ゆとりーとライン）中志段味停留所

## バス路線
北口
- 名鉄バス神領駅北口
  - 勝川駅 - 藤山台南線（2009年新設）
  - 中部大学線（中部大学までノンストップ、専用のバス乗り場が設置されている）

南口
- かすがいシティバス（はあとふるライナー）神領駅

## 隣の駅
東海旅客鉄道（JR東海）
CF 中央本線
■快速
通過
■区間快速・■普通
高蔵寺駅 (CF09) - 神領駅 (CF08) - 春日井駅 (CF07)